# Bâtiment de l'Institut Pasteur à Niš
Le bâtiment de l'Institut Pasteur à Niš (en serbe cyrillique : Зграда Пастеровог завода у Нишу ; en serbe latin : Zgrada Pasterovog zavoda u Nišu) se trouve à Niš, dans la municipalité de Medijana et dans le district de Nišava, en Serbie. Il est inscrit sur la liste des monuments culturels de grande importance de la république de Serbie (identifiant no SK 311),,,.

## Présentation
Le bâtiment, situé 50 Bulevar dr Zorana Đinđića, a été construit en 1900 selon le projet d'un architecte inconnu.
Il est constitué d'un simple rez-de-chaussée et son plan d'origine suivait le dessin de la lettre cyrillique П . La façade principale est composée de manière symétrique dans l'esprit de l'architecture éclectique, avec des éléments néo-Renaissance et néo-classique dans la décoration. L'intérieur s'organise autour d'un hall central auxquelles étaient reliés deux salles d'examen et un vaste laboratoire.
L'aspect du bâtiment a été modifié avec l'ajout de deux ailes latérales en 1923-1926, au moment où l'édifice a été transformé en Institut d'épidémiologie puis en Institut d'hygiène ; en revanche, la symétrie de l'ensemble et le style d'origine ont été préservés.
Des travaux de conservation et de restauration ont été réalisés de 1978 à 1984, après quoi le bâtiment a reçu une nouvelle vocation en devenant le Musée de la culture de la santé de la ville (en serbe : Muzej zdravstvene kulture u Nišu), le siège local de l'Association médicale serbe et une école d'éducation sanitaire. Le Musée de la culture de la santé a été fondé en 1989 et l'on peut y voir des documents sur la fondation de l'Institut Pasteur, un panorama de l'histoire de la médecine à travers les siècles et des documents sur l'évolution de la pensée médicale ; il comprend aussi des archives contenant des dossiers de santé des 100 dernières années en Serbie, ainsi que des photographies des scientifiques les plus importants dans le domaine de la médecine.

Quelques photographies du musée.
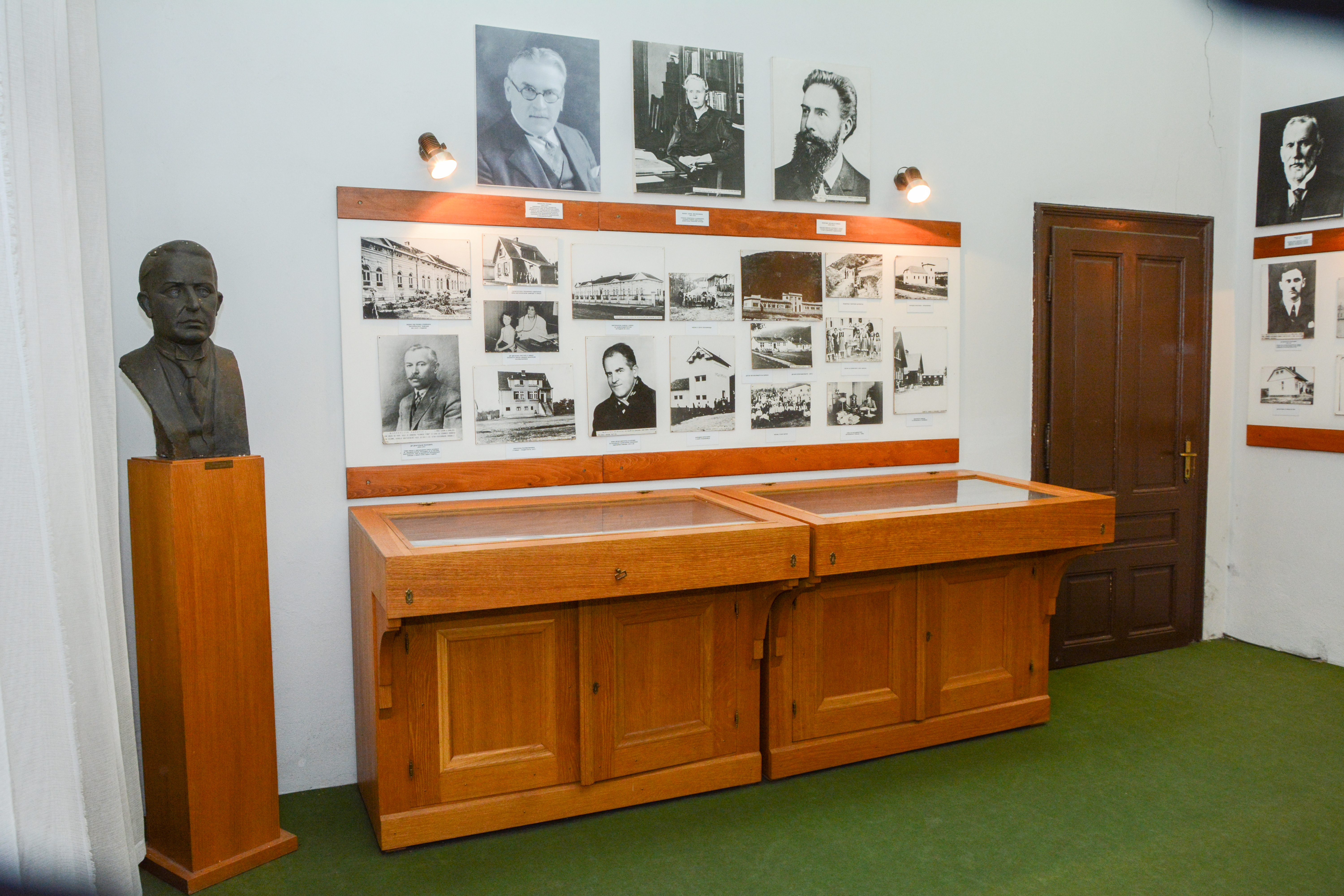
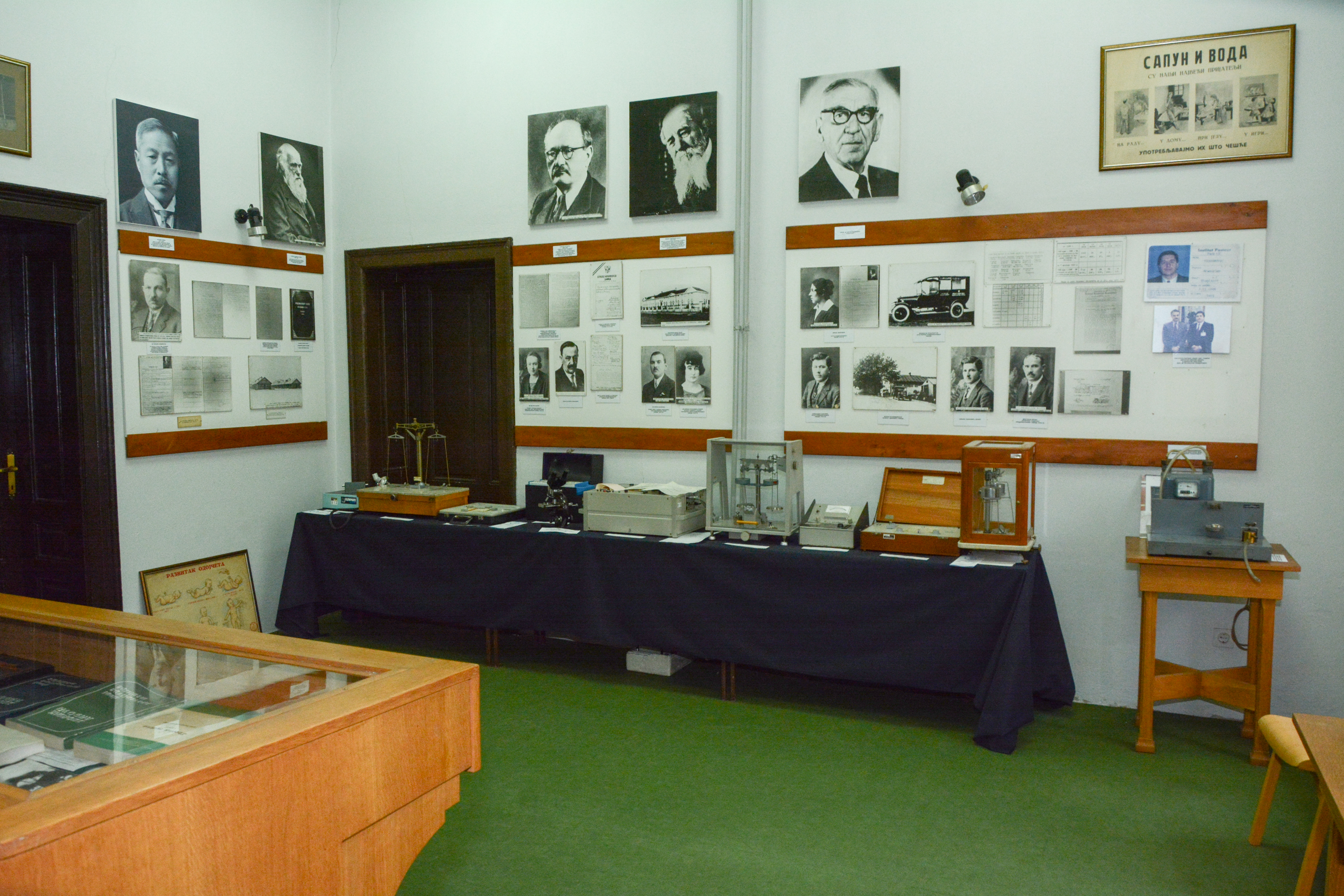
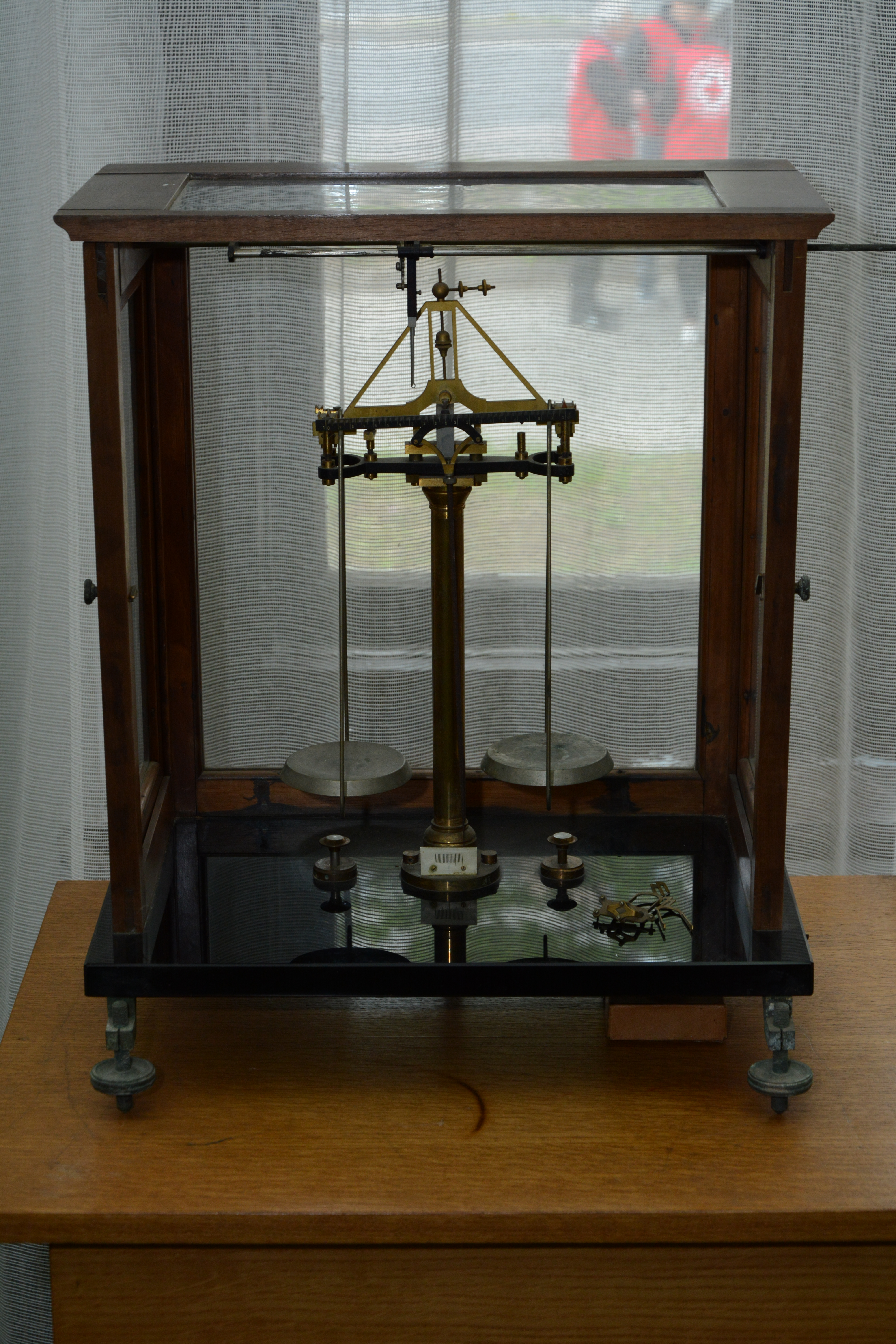